# Пристань (Шептицький район)
При́стань — село в Україні, у Шептицькому районі Львівської області. Населення становить 863 осіб.

## Історія
19 грудня 2017 року в селі відкрито новий навчально-виховний комплекс. Школа розрахована на 150 учнів з двома дошкільними групами по 15 дітей. Окрім того, у школі також передбачили облаштування ФАПу. У новій школі розташовані виробничі майстерні, буфет з обіднім залом, роздягальні, спортзал, навчальні кабінети хімії, фізики, біології та інформатики. У будівлі також буде розташований дитячий садок для двох груп, у якому зможуть навчатись 40 дітей.

## Населення

### Мова
Розподіл населення за рідною мовою за даними перепису 2001 року:
| Мова       | Кількість | Відсоток |
| ---------- | --------- | -------- |
| українська | 897       | 99.89%   |
| російська  | 1         | 0.11%    |
| Усього     | 898       | 100%     |

## Релігія
Від 1946 року церква Святого Архістратига Михаїла в селі Пристань була діючою та обслуговувалась священиком РПЦ. У 1990 році була зареєстрована громада УГКЦ села, а 1991 року — зареєстрована громада УПЦ КП. Тоді ж виникли протистояння між двома конфесіями. Православна громада не пускає до Божого храму греко-католиків, які змушені молитися надворі. Так тривало цілих сім років від 1991 по 1998 роки. Від 1998 року, за рішенням суду, було дозволено почергове служіння вірним обох релігійних громад села. На той час парафією УГКЦ опікувався о. Степан Сирота. Також на парафії душпастирювали: о. Петро Джугало, а від 2003 року парафією опікується о. Петро Гаврилюк.

## Відомі мешканці
- Артимишин Богдан Олексійович — підпоручник, командир батареї 14-го полку артилерії Дивізії «Галичина», громадський діяч.